# Schronisko pod Matką Boską Środkowe
Schronisko pod Matką Boską Środkowe – jaskinia typu schronisko w skale znajdującej się w Dolinie za Żbikiem w mieście Krzeszowice w województwie małopolskim, w powiecie krakowskim. Pod względem geograficznym znajduje się w Rowie Krzeszowickim będącym częścią Wyżyny Krakowsko-Częstochowskiej.

## Opis obiektu
Jaskinia znajduje się w skale położonej mniej więcej w połowie długości Doliny za Żbikiem, około 100 m na północ od gospodarstwa przy ul. Podskalnej. Skała jest pomnikiem przyrody nieożywionej. Znajduje się w dnie wąwozu o stromych ścianach i tuż u jej zachodnich podnóży przepływa potok Brzezińska Rzeka. Wąwóz porośnięty jest lasem. Skale tej nadano nazwę Skałka w Żbiku lub Skała Żbik. Na jej zachodniej ścianie są trzy nyże jedna nad drugą; w najwyższej Schronisko z Matką Boską jest kapliczka Matki Boskiej, w środkowej (Schronisko pod Matką Boską Środkowe) tablica pamiątkowa z okazji stulecia spotkań modlitewnych pod skałą, w najniższym (Wielki Okap pod Matką Boską) jest wykuta tablica dziękczynna z 1905 roku, tutaj też składane są kwiaty.
Schronisko pod Matką Boską Środkowe to płytkie zagłębienie w połowie wysokości skały. Powstało w wapieniach pochodzących z późnej jury wskutek przepływu wody w warunkach freatycznych i jest pochodzenia krasowego. U podstawy otworu jest zaklęśnięcie skały będące pozostałością komina krasowego, który łączy to schronisko z Wielkim Okapem pod Matką Boską. Brak nacieków, dno jest pokryte kamieniami, a ściany schroniska skorodowane. Wnętrze jest wypełnione ostrokrawędzistym gruzem wapiennym.
Jaskinia znana jest od dawna. Nie stwierdzono w niej żadnych zwierząt ani roślin.

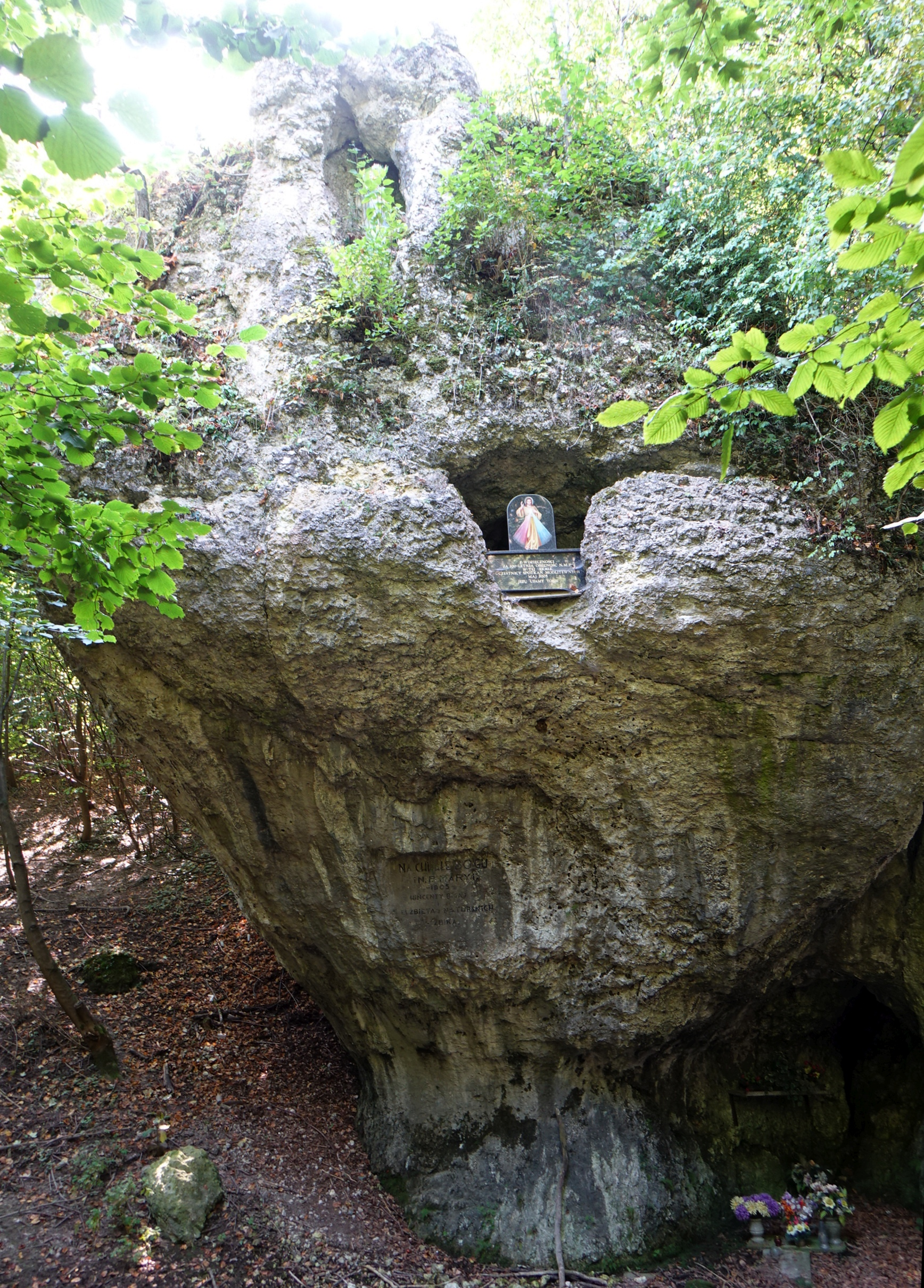
Skała z trzema nyżami jedna nad drugą